# Sân bay Zambezi
Sân bay Zambezi (IATA: BBZ, ICAO: FLZB) là một sân bay ở Zambezi, Zambia.